# Nicolaas Mansvelt
Nicolaas Mansvelt (ur. 30 lipca 1852 w Wassenaar, zm. 6 lutego 1933 w Haarlem) – holenderski nauczyciel, związany z Południową Afryką. Autor publikacji poświęconych niderlandzkiemu i afrikaans.
W Afryce Południowej działał od 1874. Pracował jako wykładowca języków (w tym niderlandzkiego) w Stellenbosch. W 1891 został mianowany superintendentem odpowiedzialnym za kwestie oświatowe w Pretorii. Dążył do zwiększenia poziomu merytorycznego przygotowania pedagogów zatrudnionych w Republice Południowoafrykańskiej. W tym celu sprowadzał masowo odpowiednio wyedukowany personel z Holandii. Tego typu postępowanie często budziło sprzeciw Burów, jednak jego pozytywne efekty przyczyniły się do przyznania Transwalowi Grand Prix na wystawie światowej w Paryżu w 1900. Deportowany przez władze brytyjskie podczas II wojny burskiej, powrócił do ojczyzny.
Pozostawił między innymi Próbę słownika gwarowego [języka] przylądkowo-niderlandzkiego z objaśnieniami i uwagami dotyczącymi kraju, narodu i języka (1884), prace o związkach Holendrów z Południową Afryką i swoich działaniach jako superintendenta. Zestawił także Śpiewnik holendersko-afrikaans (1907).
Uhonorowany doktoratem honoris causa Uniwersytetu w Utrechcie (1894) oraz francuską Legią Honorową (1901).